# Рёрвик, Бьёрн Фредрик
Рёрвик Бьёрн Фредрик (норв. Bjørn Fredrik Rørvik, род. 25 апреля 1964, коммуна Евнакер, губернии Хаделанд, Норвегия) — норвежский детский писатель.

## Биография
Родился и вырос в коммуне Евнакере в губернии Хаделанде. Окончил Университетский колледж города Волда по специальности кино и телевидение. После окончания обучения занимался производством детской и коммерческой видеопродукции, работал киномехаником и радиотехником.
Рёрвик дебютировал в качестве писателя в 1996 году с юмористической иллюстрированной книгой «Акулиска враг редиски» (норв. Reddikhaien), автор иллюстраций художник-карикатурист Пер Дюбвиг, оригинальной историей о приключениях хитрого лиса и осторожного поросенка. В дальнейшем серия о двух товарищах продолжилась в нескольких других книгах. Эта серия также доступна в виде аудиокниг и компьютерной игры.

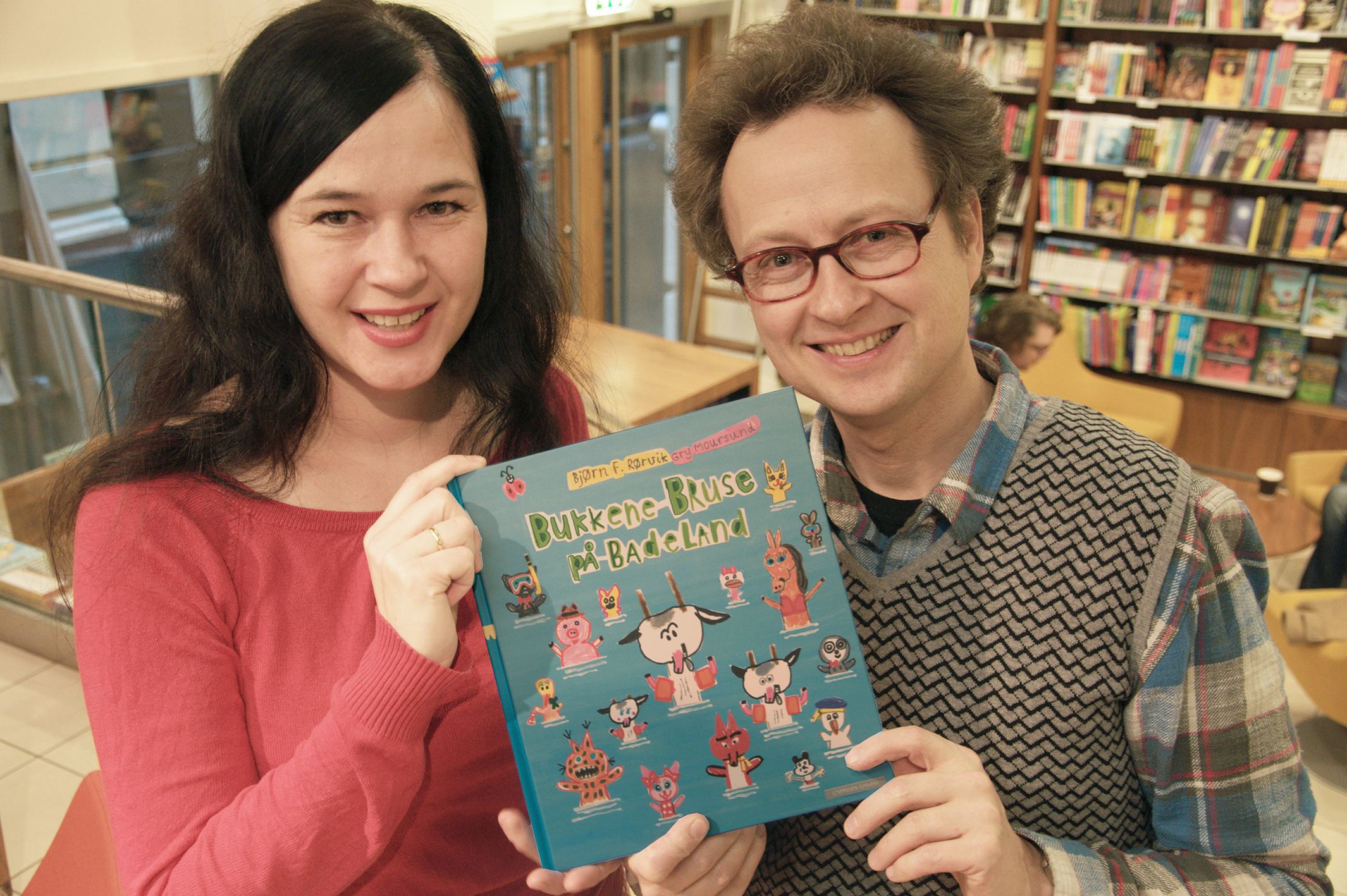
Бьёрн Рёрвик и Гри Морсунд со своей книгой "Козлики Брюсе в аквапраке"

Книга «Козлики Брюсе в аквапарке»(норв. Bukkene Bruse på badeland) была самой продаваемой детской книгой десятилетия в Норвегии в период с 2008 по 2017. В 2023 году экранизирована.
На русском языке изданы ряд книг Бьёрна Рёрвика с оригинальными иллюстрациями Пера Дюбвига в переводе Ольги Дробот. Книги изданы при поддержке норвежского фонда Norla («Норвежская литература за рубежом»). Книга «Акулиска Враг Редиски и другие истории о Лисе и Поросёнке» в переводе Ольги Дробот в 2020 году удостоена премии имени Чуковского в номинации «Лучший перевод на русский язык произведения для детей в возрасте до 7 лет».
На российской и зарубежной театральной сцене ставятся спектакли на русском языке по мотивам книги "Акулиска Враг Редиски и другие истории о Лисе и Поросёнке.

## Произведения

### Книги изданные на русском языке
- Рёрвик Б. Ф. Акулиска враг Редиски и другие истории о Лисе и Поросёнке / Бьёрн Рёрвик ; художник Пер Дюбвиг ; перевод с нор. Ольги Дробот. — Москва: Самокат, 2019. — 91 с. — (Другие истории о Лисе и Поросёнке). — ISBN 978-5-91759-828-4.
- Рёрвик Б. Ф. Кафе «Птичий хвост» : из историй о Лисе и Поросёнке / Бьёрн Рёрвик ; художник Пер Дюбвиг ; перевод с нор. Ольги Дробот. — Москва: Самокат, 2019. — 32 с. — (Другие истории о Лисе и Поросёнке). — ISBN 978-5-91759-829-1.
- Рёрвик Б. Ф. Битва с комарами / Бьёрн Рёрвик ; перевод с норвежского Ольги Дробот ; художник Пер Дюбвиг. — Москва: Самокат, 2020. — 48 с. — (Другие истории о Лисе и Поросёнке). — ISBN 978-5-00167-060-5.
- Рёрвик Б. Ф. Как Поросенок болел леопардозом / Бьёрн Рёрвик ; перевод с норвежского Ольги Дробот ; художник Пер Дюбвиг. — Москва: Самокат, 2020. — 48 с. — (Другие истории о Лисе и Поросёнке). — ISBN 978-5-00167-161-9.
- Рёрвик Б. Ф. Козлики Брюсе идут в школу = Bukkene Bruse begynner på skolen. — Москва: Самокат, 2020. — 48 с. — (Козлики Брюсе). — ISBN 978-5-00167-087-2.
- Рёрвик Б. Ф. Козлики Брюсе в аквапарке = Bukkene Bruse på Badeland. — Москва: Самокат, 2021. — 48 с. — (Козлики Брюсе). — ISBN 978-5-00167-086-5.
- Рёрвик Б. Ф. Дед-Надзор / Бьёрн Рёрвик ; перевод с норвежского Ольги Дробот ; художник Пер Дюбвиг. — Москва: Самокат, 2022. — 64 с. — (Другие истории о Лисе и Поросёнке). — ISBN 978-5-00167-284-5.
- Рёрвик Б. Ф. Свитер на Рождество / Бьёрн Рёрвик ; перевод с норвежского Ольги Дробот ; художник Пер Дюбвиг. — Москва: Самокат, 2022. — 48 с. — (Другие истории о Лисе и Поросёнке). — ISBN 978-5-00167-301-9.
- Рёрвик Б. Ф. Вафлямбала / Бьёрн Рёрвик ; перевод с норвежского Ольги Дробот ; художник Пер Дюбвиг. — Москва: Самокат, 2022. — 56 с. — (Другие истории о Лисе и Поросёнке). — ISBN 978-5-00167-283-8.
- Рёрвик Б. Ф. Всёпроглот / Бьёрн Рёрвик ; перевод с норвежского Ольги Дробот ; художник Пер Дюбвиг. — Москва: Самокат, 2023. — 48 с. — (Другие истории о Лисе и Поросёнке). — ISBN 978-5-00167-302-6.
- Рёрвик Б. Ф. Два мелких рыцаря. — Москва: Самокат, 2023. — 56 с. — ISBN 978-5-00167-435-1.
- Рёрвик Б. Ф. Лесной квест. — Москва: Самокат, 2024. — 48 с. — (Другие истории о Лисе и Поросёнке). — ISBN 978-5-00167-631-7.

## Награды
- 2006 г. – лауреат премии Министерства культуры Норвегии «За детскую и юношескую литературу» в номинации «Книжки-картинки» вместе с художником Пером Дюбвигом за серию книг о Лисе и Поросёнке.
- 2010 г. – лауреат премии Министерства культуры Норвегии «За детскую и юношескую литературу» в номинации «Книжки-картинки» вместе с художницей Гри Морсунд[норв.] за книгу Bukkene Bruse på badeland.
- 2010 г. – лауреат (второе место) норвежского конкурса Årets vakreste Bøker («Самые красивые книги года») вместе с художницей Гри Морсундом за книгу Bukkene Bruse på badeland.
- 2011 г. – лауреат литературной премии Ассоциации школьных библиотекарей вместе с художником Пером Дюбвигом за все их совместные работы.
- 2013 г. – лауреат (по результатам голосования жюри) конкурса «Лучшая иллюстрированная книга 2012 года в Швеции» за книгу Bukkene Bruse på badeland.